# Falso testigo
Falso testigo (en inglés The Bedroom Window) es una película de suspense de 1987 dirigido por Curtis Hanson. Se basa en la novela The Witnesses de Anne Holden.

## Trama
Terry (Steve Guttenberg) tiene una relación con la esposa de su jefe, Sylvia (Isabelle Huppert). Una noche después de una fiesta en la oficina, están juntos y Sylvia presencia un ataque contra Denise (Elizabeth McGovern) desde la habitación de Terry. Como no quiere que se sepa de su relación prefiere no advertir a la policía. Terry, quien desea ayudar, le da a las autoridades la descripción del atacante. Pronto se convierte en el principal sospechoso del caso. Decide entonces investigar con algo de ayuda de Denise quién es el asesino y violador.

## Reparto
| Actor              | Personaje            |
| ------------------ | -------------------- |
| Steve Guttenberg   | Terry Lambert        |
| Elizabeth McGovern | Denise               |
| Isabelle Huppert   | Sylvia Wentworth     |
| Paul Shenar        | Collin Wentworth     |
| Carl Lumbly        | Quirke               |
| Wallace Shawn      | Henderson's Attorney |